# Patty Hearst
Patricia Campbell Hearst, znana bardziej jako Patty Hearst (ur. 20 lutego 1954 w San Francisco) – wnuczka i dziedziczka fortuny amerykańskiego magnata prasowego Williama Randolpha Hearsta.
O Patty Hearst stało się głośno, gdy 4 lutego 1974 została porwana przez lewicową grupę rewolucyjną Symbionese Liberation Army (SLA). Grupa nie zażądała okupu, ale zwróciła się o zakup żywności i przekazanie jej potrzebującym. Mimo spełnienia żądań porywaczy Patty Hearst nie została uwolniona.
60 dni po porwaniu do mediów trafiło nagrane na taśmę magnetofonową oświadczenie Patty, w którym mówiła o swoim dobrowolnym przystąpieniu do SLA. Twierdziła, że nie doświadczyła prania mózgu, nie jest pod wpływem narkotyków itp. Oskarżyła swojego ojca o zbrodnie przeciwko ludzkości i oświadczyła, że zrywa ze swoim narzeczonym: „Zmieniłam się – dorosłam. Stałam się świadoma i nie potrafię nigdy powrócić do takiego życia, jakie prowadziłam uprzednio...”. 15 kwietnia 1974 podczas napadu na bank okazało się, że jednym z napastników jest sama porwana. Jako członkini SLA miała używać pseudonimu Tania. Brała także udział w innych nielegalnych akcjach SLA.

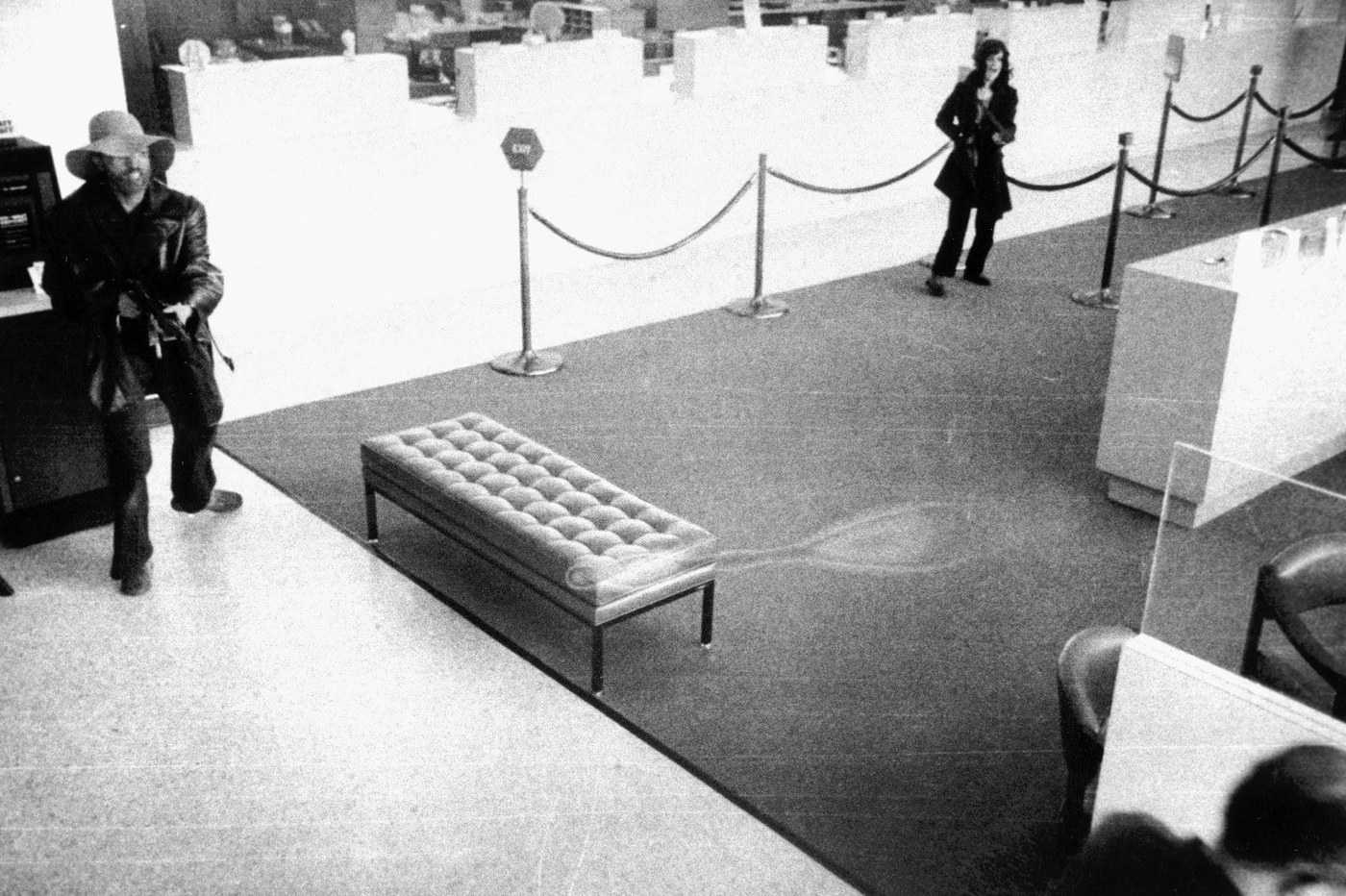
Hearst podczas napadu na bank, krzyczy do obecnych na sali

We wrześniu 1975 Patty Hearst została aresztowana. Podczas procesu utrzymywała, że została zmuszona siłą do przystąpienia do SLA, a swoje działania tłumaczyła jako skutek prania mózgu. Niektórzy uznali jednak jej przypadek jako przykład tzw. syndromu sztokholmskiego, kiedy zakładnicy utożsamiają się ze swoimi porywaczami i starają im się nawet pomóc. Jednak podczas napadu na bank nieobecni byli porywacze, którzy ją uprowadzili – zostali zabici ponad rok wcześniej w strzelaninie w Los Angeles. Mimo to Hearst została skazana na 35 lat więzienia, następnie wyrok zmniejszono do 7 lat, a później prezydent Jimmy Carter zastosował prawo łaski i skrócił karę do 2 lat. Ostatecznej amnestii dokonał Bill Clinton w finalnej serii amnestii prezydenckich, dokonanej przed złożeniem urzędu.
Jako aktorka wystąpiła w kilku filmach, ale nie odniosła większego sukcesu.
W 1979 roku wyszła za mąż za swojego dawnego ochroniarza, Bernarda Shawa. Ma z nim dwie córki Gillian Hearst i Lydię Hearst.